# Eustrotia albigutta
Eustrotia albigutta là một loài bướm đêm trong họ Noctuidae.